# Germano Pisani

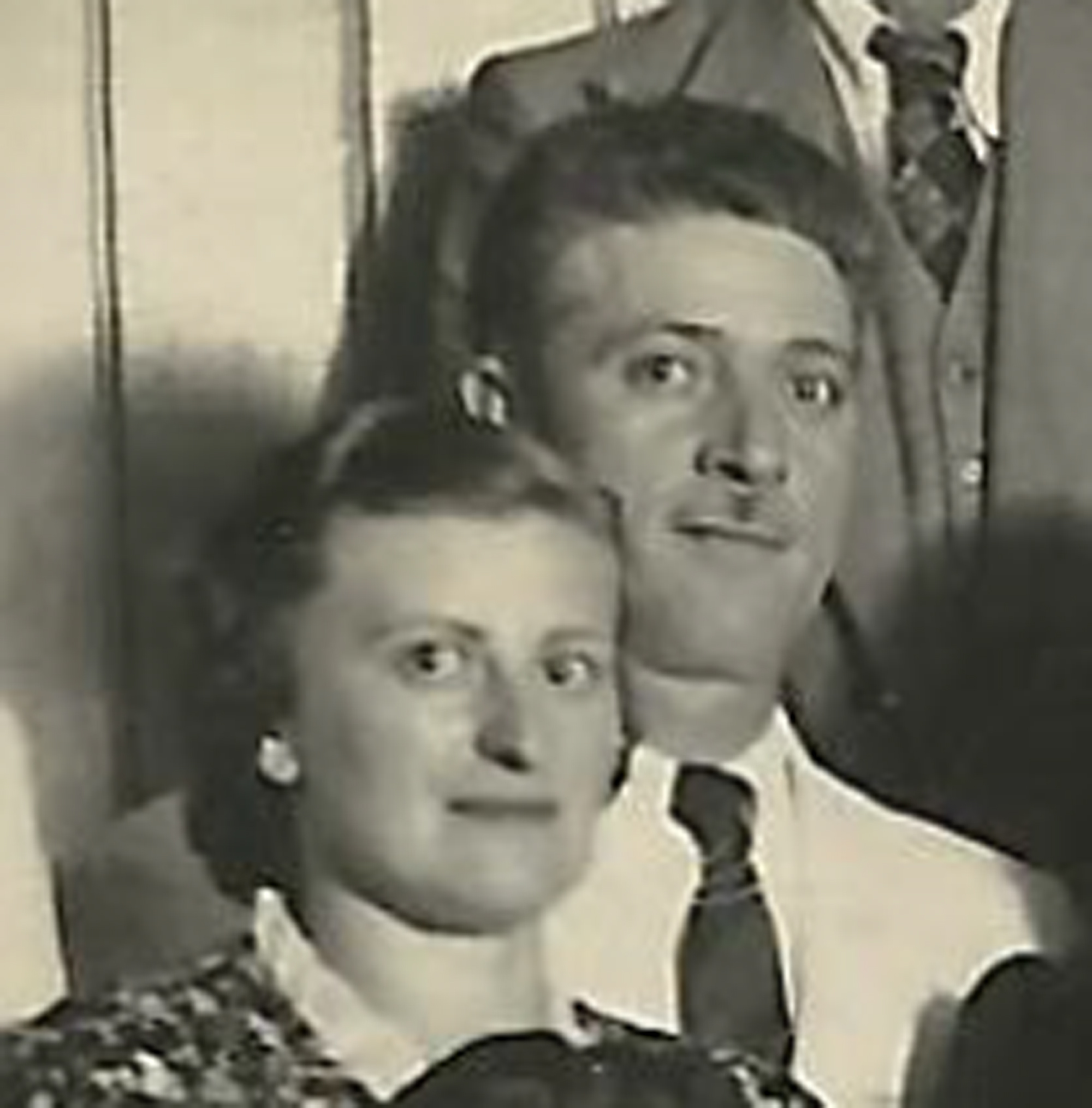
Germano Pisani e sua esposa Amélia Albé.

Germano Pisani (Caxias do Sul, 28 de março de 1903 — Caxias do Sul, 28 de dezembro de 1978) foi um empresário e político brasileiro e um benemérito do futebol, um dos fundadores e presidente do SER Caxias.
Descendente de imigrantes italianos radicados em Caxias, era filho de Antonio Pisani e Amalia Panigas, que possuíam uma madeireira e uma carpintaria. Germano trabalhou com o pai quando jovem, e depois lançou-se em uma carreira independente abrindo uma fábrica de marmelada, que em 1936 já era destacada entre as principais empresas da cidade por um jornal do Rio de Janeiro e foi a origem de um grupo empresarial. Sua primeira indústria empregava engradados de madeira para embalagem e transporte, e a necessidade fez com que fundasse uma carpintaria para produção do material. Como na entre-safra havia pouca demanda, a carpintaria passou a produzir caixas e engradados para refrigerante e cerveja, estrados e outros itens para as empresas locais.
A carpintaria evoluiu para uma forte madeireira, que na década de 1950 já fazia negócios de vulto e comprava em Lages, Santa Catarina, grandes quantidades de madeira. Ali a Madeireira Germano Pisani abriu uma filial em 1965, comprando a estrutura da Sociedade de Resserrados Catarinense, e prosperou, ensejando o batismo com seu nome do bairro que cresceu em seu redor. Nos anos 1970, quando Germano se retirou da direção, assumida pela família Webber — associada aos Pisani por casamento de sua sobrinha Vilma Pisani com Orozimbo Webber, um dos diretores da influente Associação dos Comerciantes —, deixava a madeireira como uma das maiores fornecedoras brasileiras de embalagens de madeira para a indústria de bebidas.
Paralelamente à sua vida empresarial, Germano Pisani desenvolveu intensa atividade comunitária e esportiva. Foi vereador pelo Partido de Representação Popular (1948-1951), na primeira legislatura depois de dez anos de recesso parlamentar sob o Estado Novo; fabriqueiro da nova e monumental Igreja de São Pelegrino e um dos principais beneméritos da paróquia; festeiro de São José e de São Cristóvão, conselheiro do Orfanato de Santa Teresinha, dono do Cinema Guarany, e participou da construção do Hospital Pompeia.

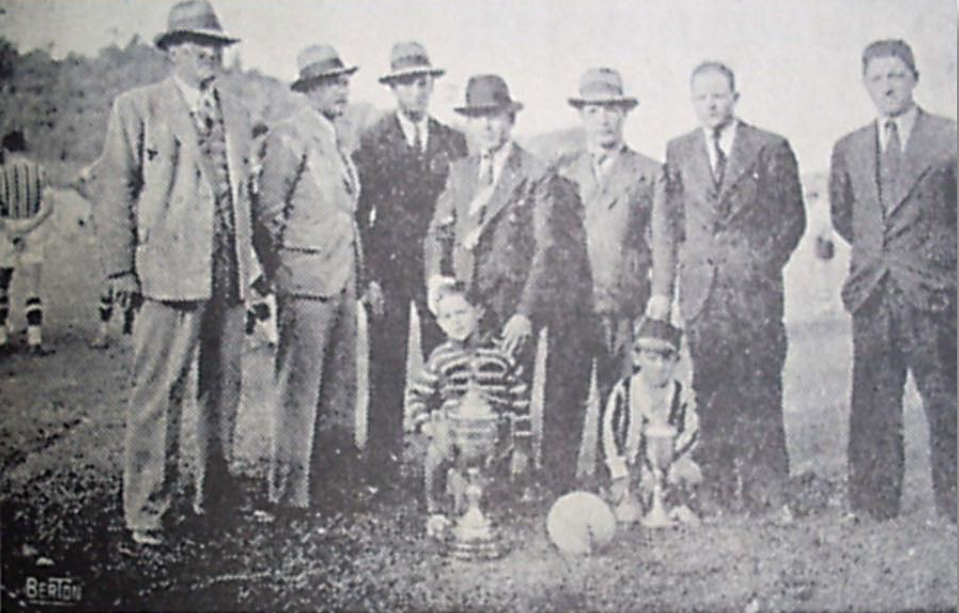
Primeira diretoria da Liga Esportiva Caxiense: Leon Cia, Adelino Pauletti, Ricardo Cruz, Francisco da Cunha Rangel, Domingos Jorge, Arlindo Maia e Germano Pisani.

No futebol, foi presidente do clube Rio Branco; um dos fundadores e primeiros dirigentes da Liga Esportiva Caxiense, que passou a organizar os campeonatos da cidade e disseminar a prática do esporte pela região; um dos idealizadores e fundadores do Grêmio Esportivo Flamengo (atual SER Caxias), membro da primeira diretoria, diretor de campo, diretor esportivo, conselheiro, três vezes vice-presidente, presidente duas vezes (1936 e 1941), e presidente da comissão para a construção do seu primeiro estádio. Décio Vianna testemunhou em 1954 que ele não apenas dirigiu os trabalhos mas também engajou-se pessoalmente nas obras: "Ainda sábado à tarde víamos, por exemplo, um Germano Pisani, de mangas arregaçadas, roupa suja como um autêntico obreiro em plena faina, marretando duro lá no campo do Flamengo".
Foi casado com Amélia Albé. Não tendo filhos naturais, criaram Irma Moretto, que depois casou-se com Lauro de Carvalho, industriário, cronista esportivo e presidente do Esporte Clube Juventude, deixando descendência. Em 1980, após sua morte, foi inaugurado um busto diante da fábrica caxiense. Em 2014 sua memória foi homenageada pelo clube ao qual dedicou muitos esforços, sendo chamado de "o primeiro patrono da S.E.R. Caxias e figura importante para a cidade de Caxias do Sul". Na ocasião foram entregues uma camiseta e uma placa para sua filha adotiva Irma Moretto de Carvalho e seu neto Newton Carvalho.
A empresa que ele fundou prosseguiu depois de sua retirada em uma trajetória em geral ascendente, passando por várias adaptações e mudanças. Em 1973 a Madeireira Pisani substituíra o material da produção pelo plástico, a partir de novas tendências de mercado e da joint venture com a empresa belga DW Plastics, sendo fundada a Plásticos Pisani S.A., com matriz em Caxias do Sul, que se especializou na produção de caixas plásticas para garrafas e alimentos, contentores industriais, pisos para granjas e móveis. Em 1995, por razões estratégicas, foi aberta uma fábrica em Pindamonhangaba. Em 1998 a LINPAC Mouldings Ltda, pertencente ao grupo inglês LINPAC, assumiu o controle, adquirindo 75% das ações, passando a chamar-se LINPAC Pisani Ltda. Em 2002 a empresa ingressou no segmento de autopeças. Em 2009 foi encerrado um processo de reestruturação e o controle voltou para a família juntamente com a CRP Companhia de Participações, que passaram a planejar uma expansão com mais duas novas fábricas e a especialização da unidade de Pindamonhangaba no setor de autopeças. Naquele ano sua carteira de clientes incluía desde pequenas padarias e agricultores até gigantes como a Brasil Foods, Marfrig, Coca-Cola, AmBev, Volkswagen, GM e Peugeot/Citröen, com um faturamento bruto anual de R$ 150 milhões. Em 2011 foi aberta uma fábrica no Recife. Enquanto isso o ramo madeireiro baseado em Lages continuava em atividade, produzindo cercas, isoladores elétricos e caixas para peixe e hortifrutigranjeiros, mas o pico do movimento ocorreu entre as décadas de 1960 e 1970, quando a Madeireira Pisani chegou a ter mais de 300 funcionários. Depois de 2009 o declínio se acentuou e em 2012 trabalhavam cerca de 90 pessoas. Em 2014 a assembleia geral aprovou um plano de falência, estando em recuperação judicial.